# Astiberri Ediciones
Astiberri Ediciones es una editorial española de historieta, especializada en novela gráfica y en obras infantiles y juveniles. Fue fundada en 2001 y tiene su sede en Bilbao.

## Historia

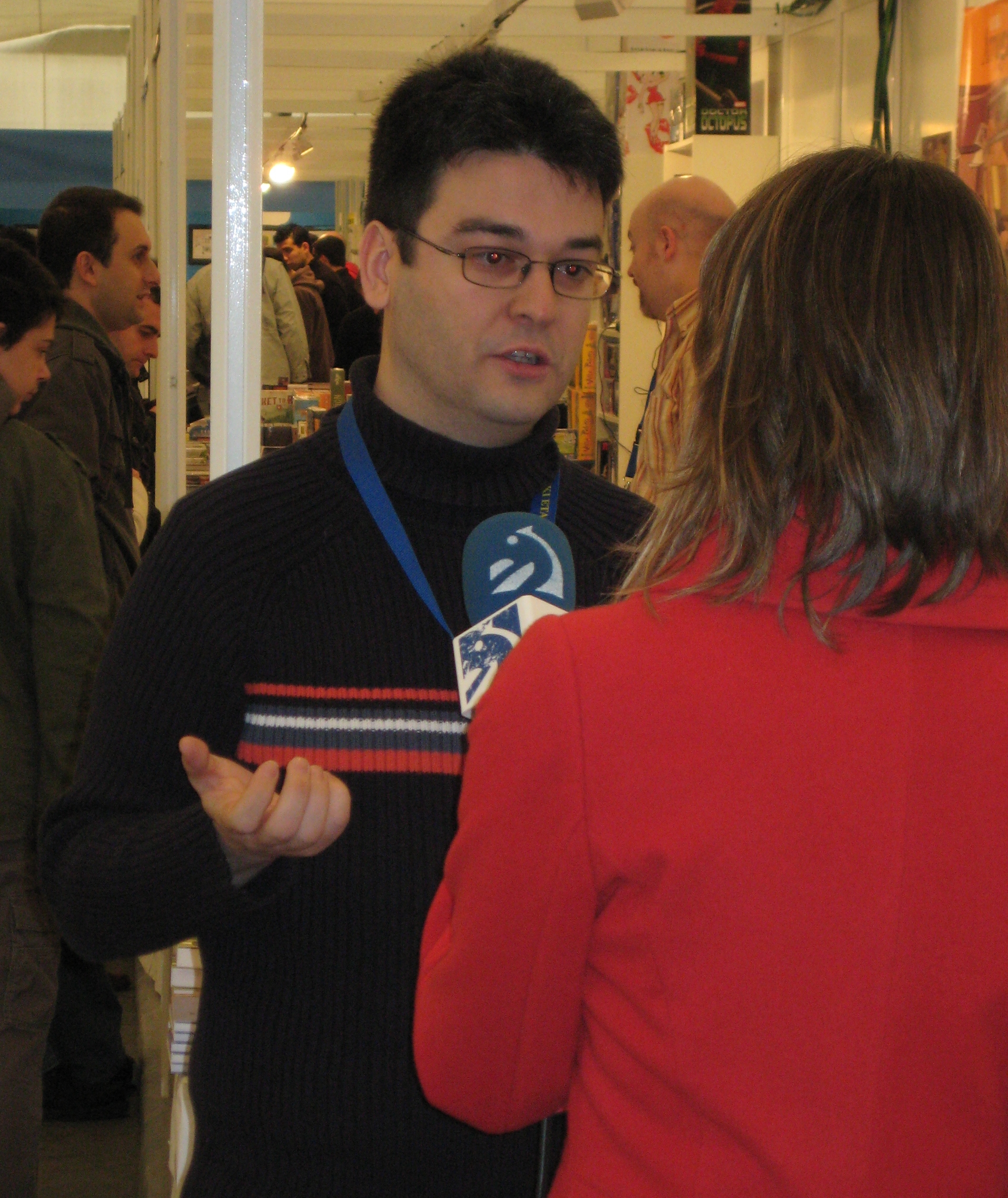
Fernando Tarancón, fundador de Astiberri (2008).

La editorial fue fundada en 2001 por iniciativa de Fernando Tarancón, propietario de la librería de historieta Joker en Bilbao. El equipo fundacional también estaba formado por los editores Laureano Domínguez, Héloïse Guerrier y Javier Zalbidegoitia, y poco después se sumó el diseñador Manuel Bartual. Una de sus primeras ediciones fue la revista de historieta Trama, con 44 números desde 2001 hasta 2005.
En un primer momento, Astiberri se especializó en la publicación de novela gráfica orientada a un público adulto, con reediciones y géneros que no tuviesen cabida en otras editoriales. Entre sus primeras obras cabe destacar las licencias de Mis circunstancias (Lewis Trondheim, 2003), Blankets (Craig Thompson, 2003) y Pyongyang (Guy Delisle, 2004), cuyos beneficios les permitieron invertir en la publicación de autores nacionales.
Dentro de la historieta española, en 2007 lanzó la edición en español de Arrugas, con la que Paco Roca se hizo un nombre en la industria, y que recibió entre otros galardones el Premio Nacional de Cómic en 2008 y un Premio Goya en 2012 por su adaptación al cine. A raíz de su éxito comercial, Paco Roca continuó sacando con Astiberri nuevas obras como El invierno del dibujante (2010), Los surcos del azar (2013), La casa (2015) y El abismo del olvido (2023). También cabe destacar las ediciones de Miguel Gallardo, una figura histórica del cómic español en los años 1980, quien reapareció con varias historietas autobiográficas como María y yo (2007), centrada en la relación del autor con su hija autista, y Algo extraño me pasó camino de casa (2020).
Otras historietas de Astiberri galardonadas con el Premio Nacional del Cómic han sido Dublinés de Alfonso Zapico (2012), Las Meninas de Santiago García y Javier Olivares (2015), Lamia de Rayco Pulido (2017), El día 3 de Cristina Durán (2019) y La divina comedia de Oscar Wilde de Javier de Isusi (2020).

## Colecciones
La empresa divide sus colecciones en líneas editoriales:
- Astiberri — novela gráfica e historieta para adultos.
- Astiberri Infantil y Juvenil — sello específico para el público infantil, creado en 2020.
- ¡Caramba! — sello independiente especializado en humor, fundado en 2011 por Manuel Bartual y Alba Diethelm y ligado a Astiberri desde 2015.